# Kelly Benefit Strategies/Saison 2009
Erfolge und Mannschaft des Radsportteams Kelly Benefit Strategies in der Saison 2009.

## Saison 2009

### Erfolge in der Continental Tour
| Datum        | Rennen                                            | Kat. | Fahrer          |
| ------------ | ------------------------------------------------- | ---- | --------------- |
| 3. April     | 1. Etappe Vuelta Ciclista del Uruguay             | 2.2  | Jake Keough     |
| 4. April     | 2. Etappe Vuelta Ciclista del Uruguay             | 2.2  | Reid Mumford    |
| 5. April     | 3. Etappe Vuelta Ciclista del Uruguay             | 2.2  | Jake Keough     |
| 6. April     | 4. Etappe Vuelta Ciclista del Uruguay             | 2.2  | Jake Keough     |
| 9. April     | 7. Etappe Vuelta Ciclista del Uruguay             | 2.2  | Scott Zwizanski |
| 3.–12. April | Gesamtwertung Vuelta Ciclista del Uruguay         | 2.2  | Scott Zwizanski |
| 4.–9. April  | Gesamtwertung Tour of Thailand                    | 2.2  | Andrew Bajadali |
| 16. Mai      | Bank of America Wilmington Grand Prix             | 1.1  | Zach Bell       |
| 12. Juni     | 4a. Etappe Tour de Beauce                         | 2.2  | Scott Zwizanski |
| 9.–14. Juni  | Gesamtwertung Tour de Beauce                      | 2.2  | Scott Zwizanski |
| 27. Juni     | Kanadische Meisterschaft – Einzelzeitfahren (U23) | NC   | David Veilleux  |

### Zugänge – Abgänge
| Zugänge                    | Team 2008                | Abgänge         | Team 2009        |
| -------------------------- | ------------------------ | --------------- | ---------------- |
| Scott Zwizanski            | Bissell Pro Cycling Team | Martin Gilbert  | Planet Energy    |
| Neil Shirley               | Jittery Joe’s            | Kevin Lacombe   | Planet Energy    |
| Ryan Anderson              | Symmetrics               | Ben King        | Trek Livestrong  |
| Zach Bell                  | Symmetrics               | Justin Spinelli | DLP Racing       |
| Jacob Erker                | Symmetrics               | Brian Bucholz   | Webcor/Alto Velo |
| Cheyne Hoag                | Neoprofi                 | Mark Hinnen     | Unbekannt        |
| Shane Kline                | Neoprofi                 | Nick Waite      | Unbekannt        |
| Matthew Busche (ab 28.08.) | Neoprofi                 |                 |                  |

### Mannschaft
| Name            | Geburtstag        | Nationalität       |
| --------------- | ----------------- | ------------------ |
| Ryan Anderson   | 22. Juli 1987     | Kanada             |
| Andrew Bajadali | 1. Mai 1973       | Vereinigte Staaten |
| Zachary Bell    | 14. November 1982 | Kanada             |
| Dan Bowman      | 1. Juni 1982      | Vereinigte Staaten |
| Matthew Busche  | 9. Mai 1985       | Vereinigte Staaten |
| Alex Candelario | 26. Februar 1975  | Vereinigte Staaten |
| Jacob Erker     | 18. Dezember 1975 | Kanada             |
| Cheyne Hoag     | 17. März 1989     | Vereinigte Staaten |
| Jake Keough     | 18. Juni 1987     | Vereinigte Staaten |
| Shane Kline     | 11. April 1989    | Vereinigte Staaten |
| Reid Mumford    | 22. Mai 1976      | Vereinigte Staaten |
| Clay Murfert    | 22. Februar 1989  | Australien         |
| Neil Shirley    | 19. Oktober 1978  | Vereinigte Staaten |
| Jonathan Sundt  | 20. März 1974     | Vereinigte Staaten |
| David Veilleux  | 26. November 1987 | Kanada             |
| Scott Zwizanski | 29. Mai 1977      | Vereinigte Staaten |